# Kon Tōkō

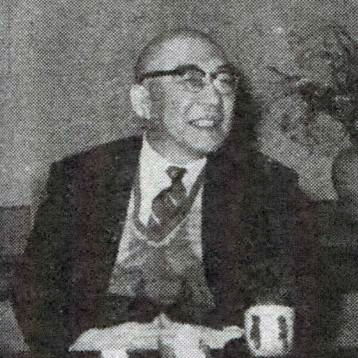
Kon Tōkō, 1960

Kon Tōkō (japanisch 今 東光; * 25. März 1898 in Yokohama; † 19. September 1977) war ein japanischer Schriftsteller und Politiker.
Der ältere Bruder des Schriftstellers Kon Hidemi gehörte zunächst der proletarischen Literaturbewegung an, bevor er 1930 buddhistischer Mönch wurde. Diesen biographischen Bruch reflektierte er in dem Roman Ogin-sama (お吟さま; 1956), für den er den Naoki-Preis erhielt. Weitere bedeutende Werke waren Shundei Nishō (春泥尼抄; 1957) und Akumyō (悪名; 1961). Viele seiner Romane wurden auch verfilmt.
1968 wurde er für die Liberaldemokratische Partei in das Sangiin, das Oberhaus des japanischen Parlamentes, gewählt, wobei er im nationalen Wahlkreis über eine Million Stimmen erhielt und auf Platz vier landete.